# Лесото на Светском првенству у атлетици на отвореном 2017.
Лесото је учествовао на Светском првенству у атлетици на отвореном 2017. одржаном у Лондону од 4. до 13. августа шеснаести пут, односно учествовао је на свих првенствима до данас . Репрезентацију Лесота представљала су 3 атлетичара који су се такмичили у 2 дисциплине.,
На овом првенству такмичари Лесота нису освојили ниједну медаљу нити су остварили неки резултат.

## Учесници
Мушкарци:
- Мосито Лехата — 100 м
- Тсепо Рамонене — Маратон
- Лебења Нкока — Маратон

## Резултати

### Мушкарци
| Атлетичар      | Дисциплина | Лични рекорд | Предтакмичење | Предтакмичење | Квалификације   | Квалификације   | Полуфинале           | Полуфинале           | Финале               | Финале               | Детаљи |
| Атлетичар      | Дисциплина | Лични рекорд | Резултат      | Место         | Резултат        | Место           | Резултат             | Место                | Резултат             | Место                | Детаљи |
| -------------- | ---------- | ------------ | ------------- | ------------- | --------------- | --------------- | -------------------- | -------------------- | -------------------- | -------------------- | ------ |
| Мосито Лехата  | 100 м      | 10,11 НР     | слободан      | слободан      | Дисквалификован | Дисквалификован | Није се квалификовао | Није се квалификовао | Није се квалификовао | Није се квалификовао |        |
| Тсепо Рамонене | Маратон    | 2:15:39      |               |               |                 |                 |                      |                      | Нису завршили трку   | Нису завршили трку   |        |
| Мосито Лехата  | Маратон    | 2:15:31      |               |               |                 |                 |                      |                      | Нису завршили трку   | Нису завршили трку   |        |